# Bébéy Beyene
Bébéy Beyene (10 de maio de 1992) é uma futebolista camaronesa que atua como meia.

## Carreira
Bébéy Beyene integrou o elenco da Seleção Camaronesa de Futebol Feminino, nas Olimpíadas de 2012.